# Friese Buurt
Friese Buurt is een buurtschap in de gemeente Den Helder, in de Nederlandse provincie Noord-Holland. Het wordt soms ook wel geschreven met lidwoord "De", dus: De Friese Buurt.
De Friese Buurt ligt aan de Kortevliet, ten zuiden van Den Helder en ten westen van de buurtschap De Kooy en het vliegveld de Kooy. De buurtschap kent een agrarisch karakter, zo kan men hier onder meer een stolpboerderij vinden. De Friese buurt is ontstaan na indijking van het Koegras. De naam verwijst naar de landarbeiders uit de provincie Friesland die tijdens de aanleg van het Noordhollandsch Kanaal in de polder kwamen te wonen en werken. Een soortgelijke buurt is de vijf kilometer verderop gelegen Gelderse Buurt in de Anna Paulownapolder, gemeente Hollands Kroon.

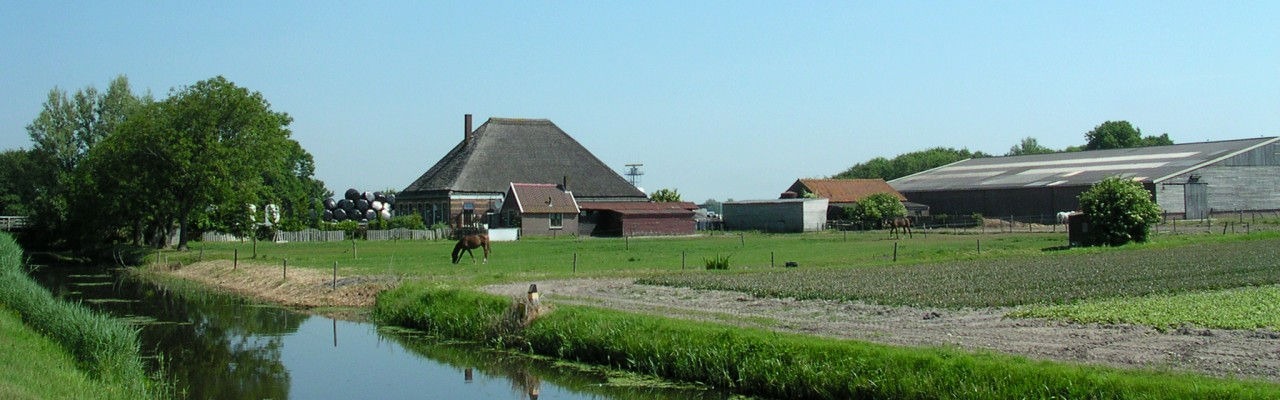
Stolpboerderij in Friese Buurt

Hoofdplaats: Den Helder     
Dorpen: Huisduinen · Julianadorp     
Buurtschappen: Friese Buurt · De Kooy · Noorderhaven

Badplaats: Julianadorp aan Zee     
Voormalige buurtschappen: Blauwe Keet · Torp
Noord-Holland: Steden en dorpen      Nederland: Provincies · Gemeenten